# ستيفن جاردين
ستيفن جاردين (بالإنجليزية: Stephen Jardine)‏ هو صحفي بريطاني، ولد في 1963.